# Mary De Morgan
Mary De Morgan (* 24. Februar 1850 in London; † 18. Mai 1907 in Helwan bei Kairo) war eine britische Schriftstellerin. Von ihren Werken sind heute vor allem ihre drei Märchenbücher bekannt.

## Familiäre Herkunft

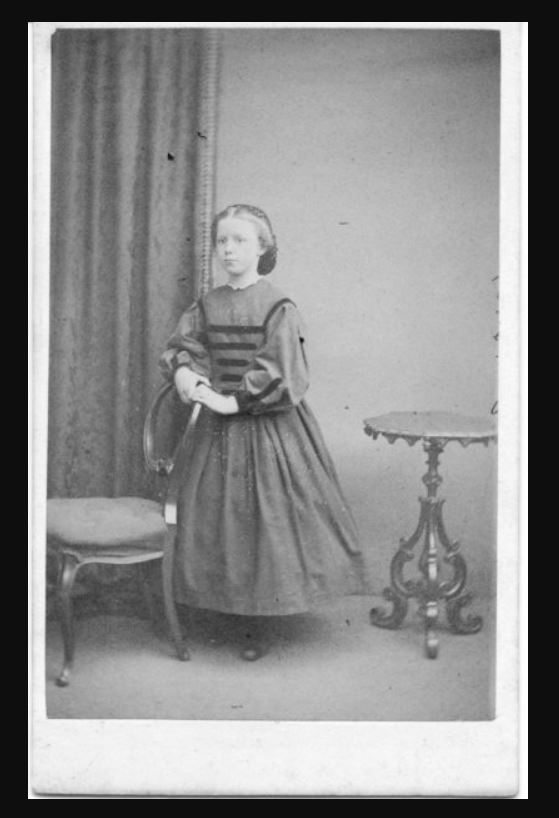
Mary De Morgan als Kind

Mary De Morgans Vater Augustus De Morgan (1806–1871) war Mathematiker am University College London, er entwickelte zahlreiche mathematische Regeln wie die De Morganschen Gesetze und gilt gemeinsam mit George Boole als Begründer der formalen Logik.
Ihre Mutter Sophia Elizabeth De Morgan (1809–1892), geb. Frend, war gesellschaftspolitisch sehr engagiert und setzte sich schon früh ein für soziale Reformen, zudem war sie gegen Sklaverei und Tierversuche. Ein besonderes Anliegen für sie war die Emanzipation von Mädchen und Frauen, entsprechend legte sie hohen Wert auf Bildung und wurde zu einer der Mitbegründerinnen des Bedford College als erste weiterführende Schule für Frauen. Marys ältere Schwester Alice war dort am College von 1850 bis 1851 eingeschrieben.
Über eine formale Schulbildung von Mary De Morgan waren bis dato keine Unterlagen auffindbar, es ist jedoch davon auszugehen, dass sie über ihre intellektuell sehr vielseitig interessierte Familie ein hohes Maß an Bildung vermittelt bekommen hat.
Mary De Morgan war nach Elizabeth Alice (1838–1853), William Frend (1839–1917), George Campbell (1841–1867), Edward Lindsay (1843–1880), Anne Isabella (1845–1884) und Helena Christiana (1847–1870) das jüngste von sieben Kindern. Sowohl die älteste Tochter als auch ihre Geschwister starben früh an Tuberkulose, nur ihr ältester Bruder William erreichte ein höheres Lebensalter. Ihre spiritistisch interessierte Mutter hat in einem Tagebuch notiert (das im De Morgan Archiv im Senate House der University of London aufbewahrt ist), dass Mary im Alter von sechs Jahren, also drei Jahre nach dem Tod der ältesten Tochter, ihre verstorbene Schwester in Träumen wiedergesehen und mit ihr in einem Juwelengarten gespielt habe.
Berichten von Freunden und Besuchern des Hauses zufolge war Mary De Morgan ein lebhaftes und manchmal auch vorlautes und altkluges Kind.
Ihre vorlaute Art führte auch zu mancher Taktlosigkeit, so soll sie einmal zu dem Künstler Henry Holiday gesagt haben: „Alle Künstler sind Narren! Sehen Sie sich und Mr. Solomon an!“. Und die Ehefrau des Künstlers Edward Poynter schrieb in einem Brief an ihre Schwester: „Sie hat schrecklich geschwatzt, und Louie, sie ist erst fünfzehn!“

## Leben
Über Mary De Morgans Leben ist nur wenig bekannt. Nach dem Tod des Vaters 1871 lebte sie einige Jahre bei ihrem Bruder William, bis dieser 1887 die Künstlerin Evelyn Pickering heiratete. In der Folge lebte sie zur Miete und musste – da die Einnahmen aus der Schriftstellerei offensichtlich nicht ausreichten – selbst für ihren Lebensunterhalt sorgen, indem sie als Schreibkraft arbeiten ging. So erhielt sie aus dem Verkaufsgewinn ihres ersten Märchenbandes ein Drittel bzw. £14 18s 6d, was einem Arbeitseinkommen nach heutigen Maßstäben von etwa £8.500 bzw. rund 10.000 € entsprechen dürfte; ein weiteres Drittel ging an ihren Bruder William als Illustrator und das letzte Drittel blieb bei den Verlegern Seeley, Jackson & Halliday.
Ähnlich wie ihre Mutter Sophia Elizabeth De Morgan engagierte sich Mary De Morgan als erwachsene Frau für soziale Fragen und Frauenrechte. Gemeinsam mit ihrer Mutter, ihrer Schwägerin Evelyn De Morgan sowie zahlreichen weiteren Frauen unterzeichnete sie als Mitglied der Women’s Franchise League 1889 die Erklärung für das Frauenwahlrecht. Darüber hinaus half sie armen Familien im Londoner East End und arbeitete ehrenamtlich für die People’s Concert Society, deren Anliegen es war, klassische Konzerte im East End anzubieten.
Einen großen Einfluss auf ihr Werk hatte aber auch das Arts and Crafts Movement, in der sich ihr Bruder mit anderen renommierten Künstlern rund um Dante Gabriel Rossetti engagierte. Die Bewegung sah die negativen Folgen der industriellen Massenproduktion sowohl auf die sozialen Verhältnisse der Gesellschaft als auch auf die handwerklich-künstlerische Qualität – ein Thema, das von Mary De Morgan auch in einigen ihrer Märchen aufgegriffen wurde.

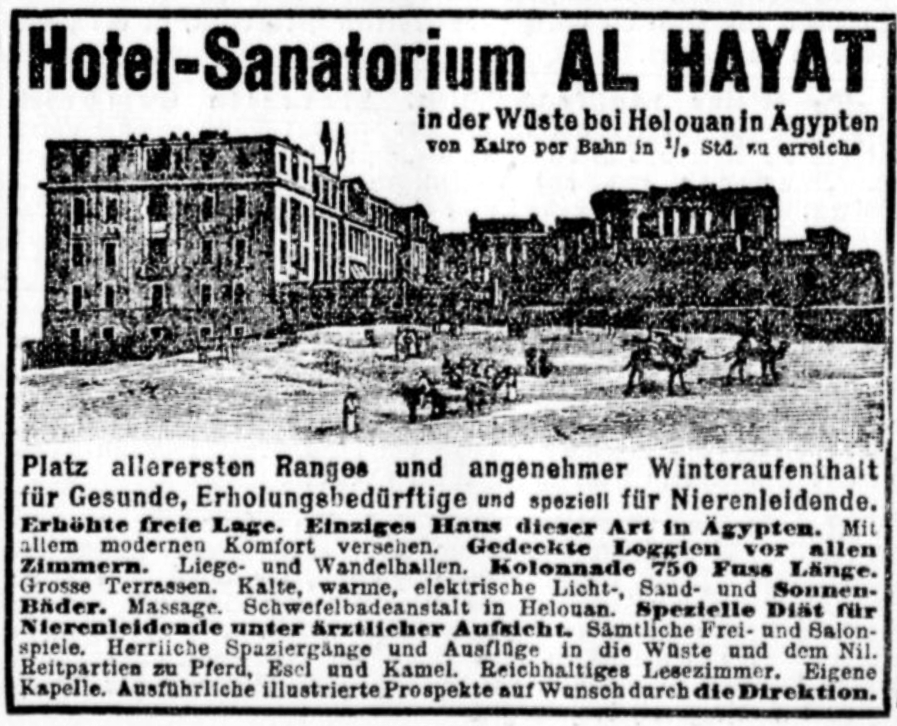
Der Kurort Helouan in einer Anzeige 1905

Über die Verbindung zum „Arts and Craft Movement“ entwickelte sich vor allem zwischen William De Morgan und William Morris sowie Edward Burne-Jones eine langjährige freundschaftliche Beziehung, an der auch Mary De Morgan beteiligt war. So war Mary häufig zu Besuch im Haus der Familie Morris und wie es heißt, war sie als Märchenerzählerin sehr beliebt bei deren Kindern Jenny und May Morris, aber auch bei den Kindern der Familie Burne-Jones, Philip und Margaret, sowie dem jungen Rudyard Kipling und seiner Schwester Alice. Als Margaret Burne-Jones später selbst Kinder hatte, erzählte Mary De Morgan auch ihnen ihre Märchen und widmete Edward Burne-Jones’ Enkelkindern Angela, Dennis and Clare Mackail ihren letzten Märchenband The Wind Fairies.
Vermutlich auch wegen dieser Kontakte war Mary am Ende des 19. Jahrhunderts in England eine relativ bekannte, allerdings keine sehr gut bezahlte Schriftstellerin.
Wie weitere Mitglieder der Familie litt auch sie lange Zeit unter Tuberkulose. 1905 reiste sie aus gesundheitlichen Gründen in den damals populären Kurort Helwan/Heluan (heute ein Vorort von Kairo) mit seinen schwefelhaltigen Thermalquellen und blieb das ganze Jahr über dort.
1906 erhielt sie eine Anstellung als Direktorin eines Mädcheninternats in Helwan/Helouan. Sie starb 1907 im Alter von 57 Jahren an Tuberkulose und ist auf einem englischen Friedhof in Kairo begraben.

## Werk
Auch wenn Mary De Morgan heute hauptsächlich als Märchenschriftstellerin und Kinderbuchautorin bekannt ist, so hat sie darüber hinaus sehr viel mehr geschrieben. 1873 veröffentlichte sie ihr erstes Buch Six by Two: Stories of Old Schoolfellows, das sie gemeinsam mit Edith Helen Dixon schrieb.
Ebenso hat sie Kurzgeschichten geschrieben, die in englischen und amerikanischen Zeitschriften wie The Ludgate Illustrated, Frank Leslie’s Popular Monthly, Sylvia’s Home Journal und The Home-Maker veröffentlicht wurden. Im De-Morgan-Archiv sind noch weitere Kurzgeschichten aufbewahrt, die jedoch nicht veröffentlicht wurden. Unter dem Pseudonym „William Dodson“ versuchte sie sich auch an einem zweibändigen Roman namens A Choice of Chance, aber aufgrund schlechter Kritiken blieb es bei dem einen Versuch.

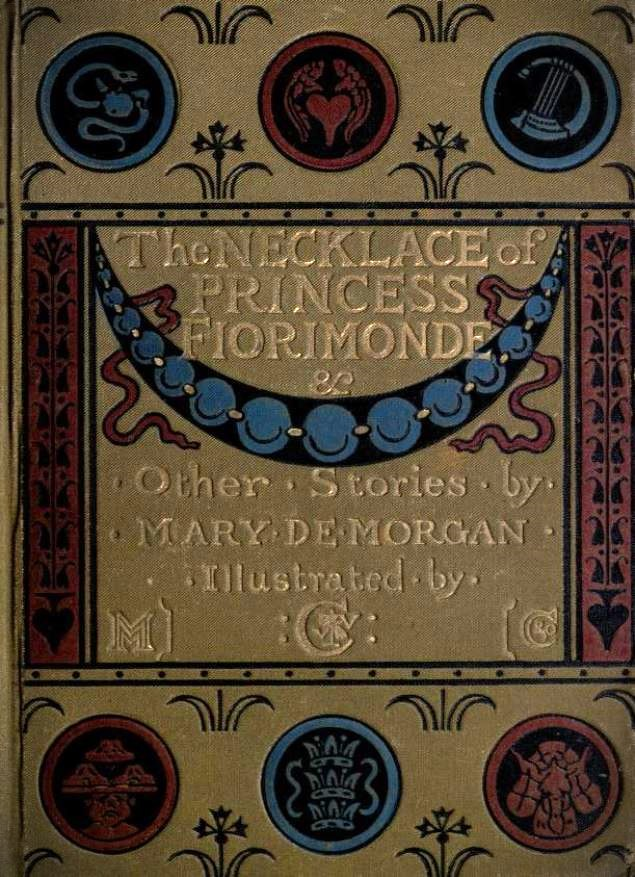
The Necklace of Princess Fiorimonde, Ausgabe 1886

Zudem schrieb De Morgan Artikel zu sozialpolitischen Themen wie „Co-operation in England in 1889“, „The New Trades-Unionism and Socialism in England“ und „The Education of Englishmen“, die in Zeitschriften wie The Westminster Review und The Chautauquan erschienen.
1895 gab sie unter dem Titel Threescore Years and Ten: Reminiscences of the late Sophia Elizabeth De Morgan die Memoiren ihrer Mutter heraus.
Ihr Werk ist heute jedoch vor allem in Erinnerung durch ihre drei Märchenbände: 1877 erschien On a Pincushion mit Illustrationen ihres Bruders William. 1880 folgte The Necklace of Princess Fiorimonde, dieses Mal mit Illustrationen von Walter Crane. Im Jahr 1900 veröffentlichte sie The Wind Fairies, mit Illustrationen von Olive Cockerell.
Mary De Morgans Märchen wurden zunächst als Kinderbücher vermarktet.
Erst später wurde die in den Märchen enthaltenen Kritiken zu sozialen und gesellschaftspolitischen Themen stärker wahrgenommen. In jedem ihrer Bücher gibt es Märchen, in denen gewohnte Märchentraditionen hinterfragt und umgedeutet werden, ähnlich wie in den Märchen von Hans Christian Andersen. Während die Figuren in klassischen Märchen am Ende reich sind und ein sorgenfreies Leben führen können, fehlt dies bei Mary De Morgans Märchen häufig: Hier erreichen die Helden nicht immer Reichtümer oder Macht oder das klassische „Happy End“, stattdessen geht es hier viel stärker um Werte wie Güte und Menschlichkeit oder auch Weisheit. Ein ebenso zentrales Thema sind bei Mary de Morgan die Figuren starker Frauen, die ihren eigenen Weg gehen. Damit nimmt sie für die damalige Zeit eine Vorreiterrolle für den Feminismus ein.

## Schriften
- On A Pincushion. Seeley, Jackson & Halliday, London 1877.
- The Necklace of Princess Fiorimonde. Macmillan & Co., London 1880.
- The Windfairies. Seeley & Co., London 1900.
- The Necklace of Princess Fiorimonde – The Complete Fairy Stories of Mary de Morgan. Victor Gollancz Ltd., London 1963. With an introduction by Roger Lancelyn Green.